# Claus Cursiefen
Claus Cursiefen (ur. 9 maja 1969 w Düsseldorfie) – niemiecki okulista, profesor; specjalizuje się w schorzeniach rogówki oraz przeszczepianiu rogówki. Od 2011 szef kliniki okulistyki Uniwersytetu Kolońskiego. Prezes Niemieckiego Towarzystwa Okulistycznego (Deutsche Ophthalmologische Gesellschaft) w kadencji 2018–2019.

## Życiorys
Studia medyczne odbył w Ratyzbonie, Würzburgu, Dundee, na Malcie oraz w Londynie (1988-1995), kończąc je egzaminami państwowymi w Niemczech oraz zdaniem United States Medical Licensing Examination. Po studiach pracował jako asystent naukowy w klinice okulistycznej Uniwersytetu Fryderyka i Aleksandra w Erlangen i Norymberdze u prof. Gottfrieda Naumanna (1995-2001). Pracę doktorską przygotowaną pod kierunkiem prof. Detleva Drenckhahna obronił magna cum laude na Uniwersytecie w Würzburgu w 1997.
W 2001 zdał egzamin International Council of Ophthalmology uzyskując tytuł FEBO (Fellow of the European Board of Ophthalmology). W ramach stypendium podoktorskiego odbył dwuletni staż (2002-2004) w amerykańskim Schepens Eye Research Institute. Habilitację oraz veniam legendi uzyskał na Uniwersytecie Fryderyka i Aleksandra w Erlangen i Norymberdze w 2003. 
W okresie 2004–2011 pracował w ramach tej uczelni jako Privatdozent oraz Oberarzt w uniwersyteckiej klinice okulistycznej. Od 2011 jest profesorem uniwersyteckim (poziom W3 w niemieckim systemie kariery akademickiej) Uniwersytetu Kolońskiego w obszarze okulistyki oraz dyrektorem kliniki okulistycznej tej uczelni. 
Od 2019 roku jest profesorem wizytującym w Uniwersytecie Tongji w Szanghaju. Od 1 października 2023 roku pełni funkcję prorektora ds. badań Uniwersytetu Kolońskiego.
Jest autorem i współautorem licznych artykułów publikowanych w wiodących czasopismach okulistycznych, m.in. w „Graefe's Archive for Clinical and Experimental Ophthalmology", „American Journal of Ophthalmology", „Der Ophthalmologe", „Cornea" oraz „Investigative Ophthalmology & Visual Science".
W ramach Niemieckiego Towarzystwa Okulistycznego (Deutsche Ophthalmologische Gesellschaft) pełni w kadencji 2018–2019 funkcję prezesa (hasło jego kadencji brzmi: „Augenheilkunde: Unser Fach mit Zukunft").